# Дакорумынский язык

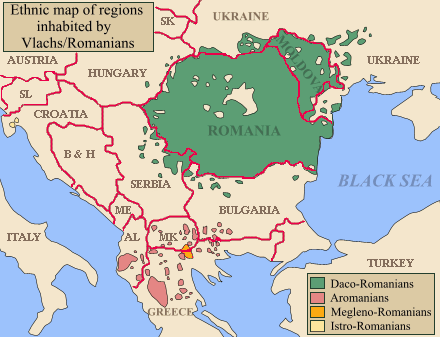
Распространение четырёх восточно-романских идиомов. Дако-румынский обозначен зелёным цветом.

Дакорумынский язык (дакороманский язык) — термин, объединяющий валашский/румынский и молдавский языки, которые в этом случае считаются диалектами.
Согласно точке зрения российских, болгарских и некоторых румынских исследователей, дакорумынский язык объединял два близких языка (валашский и молдавский), существовавших до середины XIX века, когда валашский язык претерпел изменения.
Согласно точке зрения многих румынских и части западноевропейских исследователей в румынский (общерумынский) язык как диалекты входят: арумынский, истрорумынский. В этом случае молдавский (государственный язык Молдавии), является одной из диалектных форм дакорумынского языка.
Некоторые румынские лингвисты считают все четыре восточно-романские идиомы (дакорумынский, арумынский, мегленорумынский и истрорумынский) диалектами общерумынского языка. Другие же считают их, включая молдавский, отдельными родственными языками, входящими в восточно-романскую подгруппу романских языков.
В Энциклопедии «Кругосвет» фраза «дакорумынский язык» приводится как синоним понятия «румынский язык».